# Dylan McDermott
Dylan McDermott, született Mark Anthony McDermott (Waterbury, 1961. október 26. –) Golden Globe-díjas amerikai színész.
Leginkább televíziós sorozatokból ismert: az Ügyvédek című drámasorozat férfi főszereplőjeként Golden Globe-díjat nyert és hasonló kategóriában egy további Primetime Emmy-díjra is jelölték.
2009-ben a Sötét zsaruk sorozat főszereplője lett. 2011–2021 között feltűnt az FX Amerikai Horror Story című antológiasorozatának több évadjában. 2021 és 2022 között egy drogbárót alakított a Law & Order: Organized Crime című bűnügyi drámasorozatban. 2022-től az FBI: Most Wanted főszereplője.
Filmjei közé tartozik a Hamburger Hill (1987), az Acélmagnóliák (1989), a Célkeresztben (1993), az Egy különc srác feljegyzései (2012) és a Támadás a Fehér Ház ellen (2013).

## Fiatalkora és családja
Mark Anthony McDermott néven született a Connecticut állambeli Waterburyben, Diane és Richard McDermott gyermekeként. Egy húga van, Robin. Az olasz-amerikai Diane mindössze 15, az ír-amerikai Richard pedig 17 éves volt, amikor fiuk megszületett. 1967-re a házaspár elvált, és Diane két gyermekével az anyjánál, Avis Marinónál lakott. 1967. február 9-én Diane lőtt seb következtében meghalt, amit évtizedekig balesetnek hittek. 2012-ben kiderült, hogy nem baleset volt, hanem akkori gengszter barátja, John Sponza gyilkolta meg (vele 1972-ben végeztek ismeretlen tettesek).
McDermottot és húgát anyai nagyanyjuk, Avis nevelte fel Waterburyben. A fiú tizenéves korától kezdett ellátogatni a West Fourth Street Saloon nevű, Greenwich Village-ben található bárt vezető apjához. Apja üzletében dolgozott, italokat szolgált fel és verekedéseket oszlatott szét. A Mudd Club és a Studio 54 rendszeres vendége is volt.
Tinédzserként kényelmetlenül érezte magát a bőrében, állítása szerint „Dorothy Hamill frizurát” viselt. Elkezdte utánozni színész hőseit, például Marlon Brandót és Humphrey Bogartot, elsajátítva viselkedésmódjukat. 1979-ben a Waterbury-i Holy Cross középiskolában érettségizett.
McDermott apjának harmadik felesége Eve Ensler drámaíró volt, aki örökbe fogadta az akkor 15 éves fiút. Később a nő elvált McDermott apjától, de McDermott közeli kapcsolatban maradt nevelőanyjával és az ő biztatására lépett színészi pályára. Ensler elkezdett neki szerepeket írni a színdarabjaiba. Miután Ensler elvetélt, McDermott felvette a Dylan nevet, melyet a meg nem született gyermeknek szántak.
1993-ban diplomát szerzett a Fordham Egyetemen, valamint Sanford Meisnernél tanult a New York-i Neighborhood Playhouse School of the Theatre színiiskolában.

## Pályafutása
1987-ben debütált a mozivásznon a Hamburger Hill című háborús filmben. 1989-ben az Acélmagnóliák szereplője volt, Julia Roberts karakterének filmbéli férjeként. Az áttörést az 1993-as Célkeresztben című politikai filmthriller hozta meg számára, Clint Eastwood oldalán. 1994-ben a Csoda New Yorkban című fantasy jellegű vígjáték-drámában ügyvédet alakított. 
1997-ben megkapta a hasonló szakmát űző Bobby Donnell szerepét az Ügyvédek című jogi drámasorozatban, melyben 2004-ig szerepelt. A sorozattal érte el legnagyobb szakmai sikereit, legjobb férfi főszereplőként egy Golden Globe-díjat, valamint egy Primetime Emmy-jelölést szerezve. Ennek ellenére költségcsökkentési okokból, illetve új szereplők előtérbe helyezése érdekében David E. Kelley, a sorozat vezető producere több más színésszel együtt 2003-ban menesztette a sorozatból.
A 2000-es évek folyamán egy FBI-ügynök szerepében feltűnt még A hálózat című minisorozatban (Julianna Margulies partnereként). 2007 és 2008 között a Nagyágyúk című vígjáték-drámasorozat főszerepét osztották rá. 2009-től egy bűnügyi drámasorozat, a Sötét zsaruk főszereplőjeként tért vissza a televízió képernyőjére. A két évadot megélt sorozatban az LAPD beépített osztagát vezető, veterán rendőrként látható.
2011-ben szerepelt először az Amerikai Horror Story című sorozatban, az első évadban Ben Harmon pszichológust játszotta. Az antológiasorozat második évadjában Johnny Morgan szerepét kapta meg. 2012-ben a Képtelen kampány és az Egy különc srác feljegyzései filmekben vállalt szerepeket, utóbbiban a főhős édesapjaként. 2013-ban a Támadás a Fehér Ház ellen című akcióthrillerben egy terroristákkal összejátszó, korrupt ügynökként láthatták a nézők. Még ebben az évben ismét FBI-ügynök szerepet kapott a Túszjátszma című drámasorozatban. 2014-ben Maggie Q mellett alakított nyomozót a Zaklatók című bűnügyi drámasorozatban.
2019-ben egy vígjáték-dromasorozat, A politikus mellékszereplője volt. 2020-ban a Netflix Hollywood című minisorozatában tűnt fel, mellyel ismét Primetime Emmy-díjra jelölték. Az Esküdt ellenségek: Különleges ügyosztály spin-offjaként bemutatott Law & Order: Organized Crime című bűnügyi drámasorozatban 2021 és 2022 között Richard Wheatley drogbárót formálta meg. 2022-től a hasonló műfajú FBI: Most Wanted	főszereplője lett (a 3. évadtól kezdődően), miután Julian McMahon távozott a sorozatból.

## Magánélete
1995-ben vette feleségül Shiva Rose színésznőt. Két lányuk született, Colette és Charlotte. A People 2007-ben számolt be a házaspár különköltözéséről. McDermott 2008-ban adta be a válókeresetet, melyet 2009-ben véglegesített a bíróság.
2015-ös hírek arról számoltak be, hogy McDermott eljegyezte Maggie Q színésznőt, akivel 2014 óta alkottak egy párt (és a Zaklatók című sorozatban együtt szerepeltek). 2019-ben, négy évnyi jegyesség után véget ért kapcsolatuk.
McDermott gyógyulófélben lévő alkoholista, 2019-ben ünnepelte 35. alkoholmentes évét.

## Filmográfia

### Film
| Év   | Magyar cím                                   | Eredeti cím                     | Szerep                      | Magyar hang       |
| ---- | -------------------------------------------- | ------------------------------- | --------------------------- | ----------------- |
| 1987 | Hamburger Hill                               | Hamburger Hill                  | Adam Frantz őrmester        | Gesztesi Károly   |
| 1988 | Kék iguána                                   | The Blue Iguana                 | Vince Holloway              |                   |
| 1989 | Talpalatnyi tornádó                          | Twister                         | Chris                       |                   |
| 1989 | Acélmagnóliák                                | Steel Magnolias                 | Jackson Latcherie           | Haás Vander Péter |
| 1990 | A fegyver                                    | Hardware                        | Moses "Hard Mo" Baxter      | Damu Roland       |
| 1991 | Ahol alvó kutyák hevernek                    | Where Sleeping Dogs Lie         | Bruce Simmons               | Gesztesi Károly   |
| 1992 | Imádlak, Mr. Manhattan!                      | Jersey Girl                     | Sal Tomei                   | Gáti Oszkár       |
| 1993 | Célkeresztben                                | In the Line of Fire             | Al D'Andrea titkos ügynök   | Csuja Imre        |
| 1994 | Két cowboy New Yorkban                       | The Cowboy Way                  | John Stark                  | Galambos Péter    |
| 1994 | Csoda New Yorkban                            | Miracle on 34th Street          | Bryan Bedford               | Sztarenki Pál     |
| 1995 | Ki nevet a végén?                            | Destiny Turns on the Radio      | Julian Goddard              | N/A               |
| 1995 | Ki nevet a végén?                            | Destiny Turns on the Radio      | Julian Goddard              | Stohl András      |
| 1995 | Szédült hétvége (Egy békés családi ünnep)    | Home for the Holidays           | Leo Fish                    | Dózsa Zoltán      |
| 1995 | Szédült hétvége (Egy békés családi ünnep)    | Home for the Holidays           | Leo Fish                    | Nagy Ervin        |
| 1995 | Szédült hétvége (Egy békés családi ünnep)    | Home for the Holidays           | Leo Fish                    | Kálid Artúr       |
| 1995 | Szédült hétvége (Egy békés családi ünnep)    | Home for the Holidays           | Leo Fish                    | Galambos Péter    |
| 1997 | Amíg te voltál (Időszámításom előtt)         | ’Til There Was You              | Nick Dawkan                 | Selmeczi Roland   |
| 1999 | Hármasban szép az élet                       | Three to Tango                  | Charles Newman              | Selmeczi Roland   |
| 2001 | Texas Rangers                                | Texas Rangers                   | Leander McNelly százados    | Rosta Sándor      |
| 2003 | Party szörnyek                               | Party Monster                   | Peter Gatien                | Kárpáti Levente   |
| 2003 | Drogtanya                                    | Wonderland                      | David Lind                  | Selmeczi Roland   |
| 2003 | Az ítélet eladó                              | Runaway Jury                    | Jacob Wood (cameo)          | Epres Attila      |
| 2005 | Edison                                       | Edison                          | Francis Lazerov őrmester    | Kautzky Armand    |
| 2005 |                                              | The Tenants                     | Harry Lesser                |                   |
| 2005 | Fűszerek hercegnője (Szerelemmel fűszerezve) | The Mistress of Spices          | Doug                        | Kautzky Armand    |
| 2006 |                                              | Unbeatable Harold               | Jake Salamander             |                   |
| 2007 | A Hírnök                                     | The Messengers                  | Roy                         | Holl Nándor       |
| 2007 |                                              | Have Dreams, Will Travel        | nagybácsi                   |                   |
| 2009 |                                              | Mercy                           | Jake                        |                   |
| 2010 |                                              | Burning Palms                   | Dennis Marx                 |                   |
| 2012 | Hangok és viszonyok                          | Nobody Walks                    | Leroy                       |                   |
| 2012 | Képtelen kampány                             | The Campaign                    | Tim Wattley                 | Széles László     |
| 2012 | Egy különc srác feljegyzései                 | The Perks of Being a Wallflower | Mr. Kelmeckis               | Galambos Péter    |
| 2013 | Támadás a Fehér Ház ellen                    | Olympus Has Fallen              | Dave Forbes                 | Bozsó Péter       |
| 2013 | Vérfagyasztó                                 | Freezer                         | Robert Saunders             |                   |
| 2014 | Rossz kisfiú                                 | Behaving Badly                  | Jimmy Leach                 | Varga Gábor       |
| 2014 | Automata                                     | Autómata                        | Sean Wallace                | Kárpáti Levente   |
| 2014 | Automata                                     | Autómata                        | Sean Wallace                | Varga Gábor       |
| 2014 | Mercy                                        | Mercy                           | Jim Swann                   | Varga Gábor       |
| 2015 | A túlélő                                     | Survivor                        | Sam Parker                  | László Zsolt      |
| 2015 |                                              | UFO gakuen no himitsu           | Yoake Suguru (angol hangja) |                   |
| 2016 | A szerelem vak                               | Blind                           | Mark Dutchman               | Kárpáti Levente   |
| 2018 |                                              | Josie                           | Hank                        |                   |
| 2018 |                                              | The Clovehitch Killer           | Don Burnside                |                   |
| 2021 | Richard király                               | King Richard                    | Will Hodges                 | Dózsa Zoltán      |

### Televízió
| Év        | Magyar cím                               | Eredeti cím                          | Szerep                       | Megjegyzések                                   |
| --------- | ---------------------------------------- | ------------------------------------ | ---------------------------- | ---------------------------------------------- |
| 1989      |                                          | The Neon Empire                      | Vic                          | tévéfilm                                       |
| 1991      | A fejvadász                              | Into the Badlands                    | McComas                      | - tévéfilm - magyar hangja: - Csankó Zoltán    |
| 1992      | Mesék a kriptából                        | Tales from the Crypt                 | George Gatlin                | 1 epizód                                       |
| 1992      | A félelem börtönében                     | The Fear Inside                      | Pete Caswell                 | tévéfilm                                       |
| 1997–2004 | Ügyvédek                                 | The Practice                         | Bobby Donnell                | főszereplő (147 epizód)                        |
| 1998      | Ally McBeal                              | Ally McBeal                          | Bobby Donnell                | 2 epizód                                       |
| 1998      |                                          | Penn & Teller's Sin City Spectacular | önmaga                       | 1 epizód                                       |
| 1999      | Saturday Night Live                      | Saturday Night Live                  | önmaga (házigazda)           | 1 epizód ("Dylan McDermott / Foo Fighters")    |
| 2002      |                                          | Music Behind Bars                    | házigazda                    | 8 epizód                                       |
| 2003      | Will és Grace                            | Will & Grace                         | Tom                          | 1 epizód                                       |
| 2004      | A hálózat                                | The Grid                             | Max Canary FBI-ügynök        | minisorozat (6 epizód)                         |
| 2006      | Agy-kontroll                             | 3 lbs                                | Dr. Douglas Hanson           | 1 epizód                                       |
| 2006      |                                          | A House Divided                      | Anderson                     | tévéfilm                                       |
| 2007–2008 | Nagyágyúk                                | Big Shots                            | Duncan Collinsworth          | 11 epizód                                      |
| 2009–2010 | Sötét zsaruk                             | Dark Blue                            | Carter Shaw                  | 20 epizód                                      |
| 2011      | Amerikai Horror Story: A gyilkos ház     | American Horror Story: Murder House  | Dr. Ben Harmon               | - 12 epizód - magyar hangja: - Varga Gábor     |
| 2011      |                                          | Vietnam in HD                        | James Anderson (hangja)      | 1 epizód                                       |
| 2012–2013 | Amerikai Horror Story: Zártosztály       | American Horror Story: Asylum        | Johnny Morgan                | 5 epizód                                       |
| 2013–2014 | Túszjátszma                              | Hostages                             | Duncan Carlisle              | 15 epizód                                      |
| 2014–2015 | Zaklatók                                 | Stalker                              | Jack Larsen nyomozó          | - 20 epizód - magyar hangja: - Makranczi Zalán |
| 2018      | LA to Vegas – A jackpotjárat             | LA to Vegas                          | Dave Pratman százados        | - 15 epizód - magyar hangja: - Galambos Péter  |
| 2018      | Amerikai Horror Story: Apokalipszis      | American Horror Story: Apocalypse    | Dr. Ben Harmon               | 1 epizód                                       |
| 2019      | A politikus                              | The Politician                       | Theo Sloan                   | 6 epizód                                       |
| 2019      | Amerikai Horror Story: 1984              | American Horror Story: 1984          | Bruce                        | 3 epizód                                       |
| 2019      |                                          | No Activity                          | Clint Bergman                | 7 epizód                                       |
| 2020      |                                          | Hollywood                            | Ernie West                   | minisorozat (7 epizód)                         |
| 2021–2022 |                                          | Law & Order: Organized Crime         | Richard Wheatley             | 15 epizód                                      |
| 2021      |                                          | American Horror Stories              | Ben Harmon                   | 1 epizód                                       |
| 2021      | Esküdt ellenségek: Különleges ügyosztály | Law & Order: Special Victims Unit    | Richard Wheatley             | 1 epizód                                       |
| 2022–2025 | FBI: Most Wanted                         | FBI: Most Wanted                     | Remy Scott különleges ügynök | főszereplő (41 epizód)                         |
| 2023      | FBI – New York különleges ügynökei       | FBI                                  | Remy Scott különleges ügynök | 1 epizód                                       |

## Fontosabb díjak és jelölések

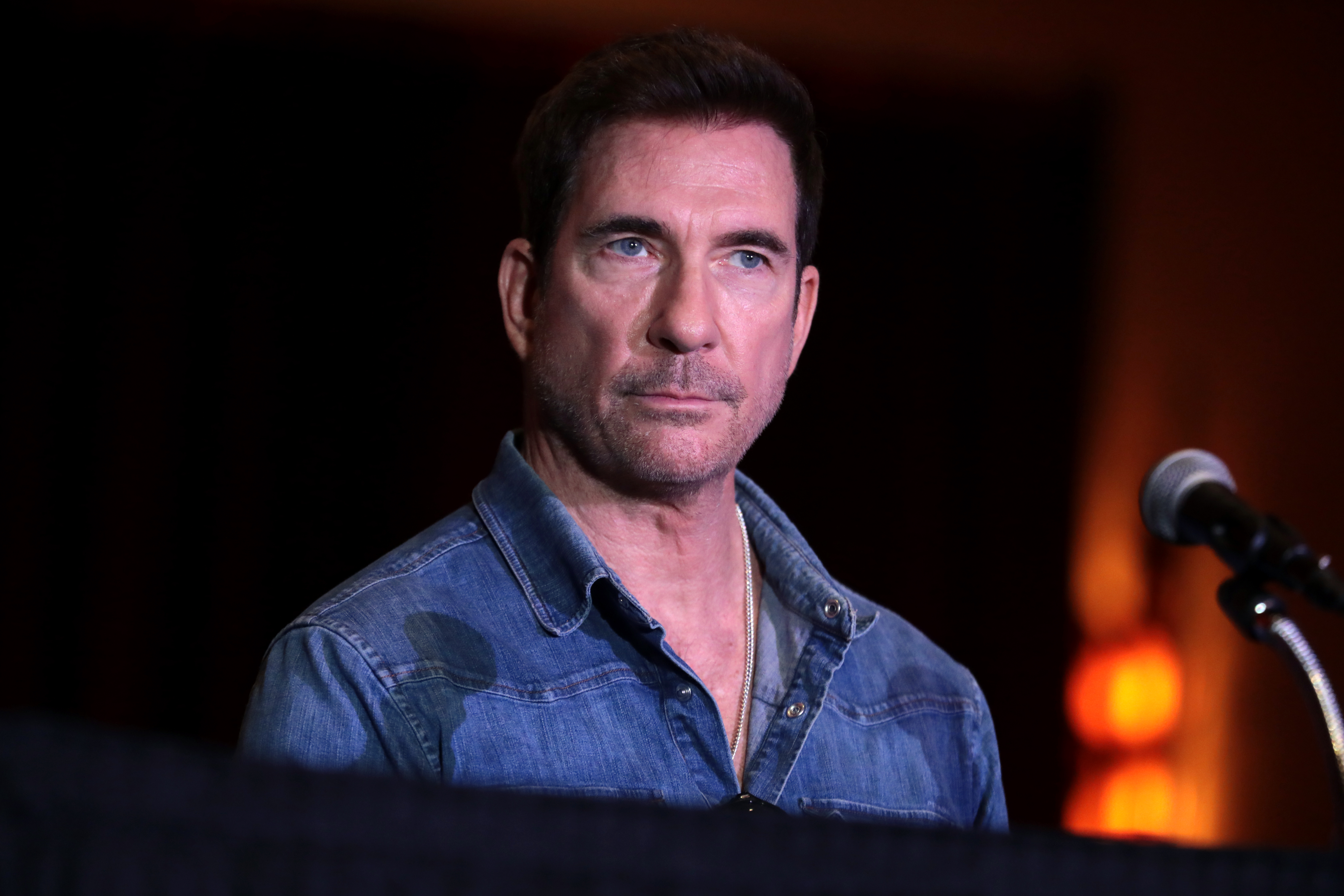
2023-ban

Ügyvédek
| Díj                     | Kategória                               | Év   | Eredmény | Ref.   |
| ----------------------- | --------------------------------------- | ---- | -------- | ------ |
| Golden Globe-díj        | legjobb férfi főszereplő (drámasorozat) | 1999 | Elnyerte | [ 20 ] |
| Golden Globe-díj        | legjobb férfi főszereplő (drámasorozat) | 2000 | Jelölve  | [ 20 ] |
| Primetime Emmy-díj      | legjobb férfi főszereplő (drámasorozat) | 1999 | Jelölve  | [ 21 ] |
| Screen Actors Guild-díj | legjobb szereplőgárda (drámasorozat)    | 1999 | Jelölve  | [ 22 ] |
| Screen Actors Guild-díj | legjobb szereplőgárda (drámasorozat)    | 2000 | Jelölve  | [ 23 ] |

Egyéb
| Év   | Díj                    | Kategória                                                                  | Jelölt mű                            | Eredmény | Ref.   |
| ---- | ---------------------- | -------------------------------------------------------------------------- | ------------------------------------ | -------- | ------ |
| 2012 | Szaturnusz-díj         | legjobb televíziós színész                                                 | Amerikai Horror Story: A gyilkos ház | Jelölve  |        |
| 2015 | People’s Choice Awards | az év férfi előadója új tévéműsorban                                       | Zaklatók                             | Jelölve  |        |
| 2020 | Primetime Emmy-díj     | legjobb férfi mellékszereplő (minisorozat, antológiasorozat vagy tévéfilm) | Hollywood                            | Jelölve  | [ 21 ] |

## Fordítás
- Ez a szócikk részben vagy egészben  a   Dylan McDermott című angol Wikipédia-szócikk ezen változatának fordításán alapul.  Az eredeti cikk szerkesztőit annak laptörténete sorolja fel. Ez a jelzés csupán a megfogalmazás eredetét és a szerzői jogokat jelzi, nem szolgál a cikkben szereplő információk forrásmegjelöléseként.